# Lakušija
Lakušija falu Horvátországban, Pozsega-Szlavónia megyében. Közigazgatásilag Pleterniceszentmiklóshoz tartozik.

## Fekvése
Pozsegától légvonalban 10, közúton 21 km-re északkeletre, községközpontjától 8 km-re északra, a Pozsegai-medencében, Pozsegamindszent és Gradac között fekszik.

## Története
A Granični gaj lelőhely régészeti leletei tanúsága szerint területe már az őskorban, a paleolitikum idején lakott volt. Az írásos források igazolják, hogy település a középkorban is létezett. 1470-ben „Laka”, 1478-ban „Lakwsia” alakban említik. A gotói apátság birtoka volt. 
A török uralom idején katolikus horvátok lakták. 1698-ban „Lukasia” néven 5 portával szerepel a török uralom alól felszabadított szlavóniai települések összeírásában. 1730-ban 17, 1760-ban 15 ház állt a településen.
Az első katonai felmérés térképén „Dorf Lakusia” néven található. Lipszky János 1808-ban Budán kiadott repertóriumában „Lakussie” néven szerepel. Nagy Lajos 1829-ben kiadott művében „Lakussia” néven 11 házzal, 83 katolikus vallású lakossal találjuk.
A településnek 1857-ben 79, 1910-ben 153 lakosa volt. 1910-ben a népszámlálás adatai szerint lakosságának 93%-a horvát, 4%-a cseh, 3%-a szerb anyanyelvű volt. Pozsega vármegye Pozsegai járásának része volt. Az első világháború után 1918-ban az új szerb-horvát-szlovén állam, majd később (1929-ben) Jugoszlávia része lett. 1991-ben teljes lakossága horvát nemzetiségű volt. A településnek 2011-ben 78 lakosa volt.

## Lakossága
| Lakosság változása | Lakosság változása | Lakosság változása | Lakosság változása | Lakosság változása | Lakosság változása | Lakosság változása | Lakosság változása | Lakosság változása | Lakosság változása | Lakosság változása | Lakosság változása | Lakosság változása | Lakosság változása | Lakosság változása | Lakosság változása |
| ------------------ | ------------------ | ------------------ | ------------------ | ------------------ | ------------------ | ------------------ | ------------------ | ------------------ | ------------------ | ------------------ | ------------------ | ------------------ | ------------------ | ------------------ | ------------------ |
| 1857               | 1869               | 1880               | 1890               | 1900               | 1910               | 1921               | 1931               | 1948               | 1953               | 1961               | 1971               | 1981               | 1991               | 2001               | 2011               |
| 79                 | 101                | 109                | 104                | 112                | 153                | 170                | 180                | 172                | 172                | 160                | 135                | 122                | 95                 | 90                 | 78                 |